# Business Support System
Per Business Support System (e con l'acronimo BSS) si intendono tutti i sistemi che un operatore telefonico utilizza per gestire le operazioni commerciali nei confronti dei suoi clienti. Le piattaforme BSS e OSS sono collegate per supportare differenti servizi end-to-end. Ogni area possiede i propri dati e le proprie responsabilità.

## Ruolo dei Business Support System
A livello di base, le piattaforme BSS sono responsabili nella gestione degli ordini, dei pagamenti e dei flussi finanziari...
Il ruolo dei Business Support System in un fornitore di servizi è quello di coprire le quattro aree principali:
- Product management
- Customer management
- Revenue management
- Order management